# Вайгео

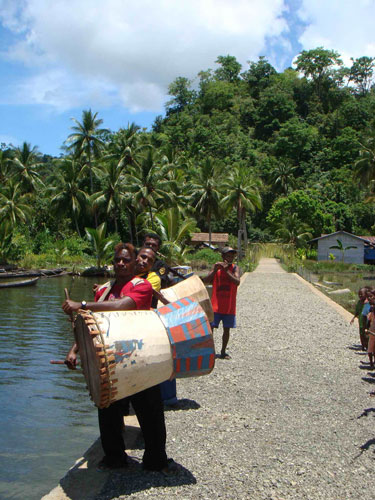
Мешканці острова Вайгео

Вайгео — острів, розташований у провінції Західне Папуа східної Індонезії. Острів, зокрема, відомий як Amberi чи Waigiu. Це найбільший з чотирьох основних островів архіпелагу Раджа-Ампат. Площа острова становить 3155 км². Найвища точка сягає 958 м. На заході острова лежить місто Васаі, що одночасно є адміністративним центром округу Раджа Ампат. Острів Вайгео є одним із популярних серед туристів місць Індонезії.

## Історія
Жоржі де Мінезіш, португальський дослідник, прибув на острів у 1526-27 роках.
З 1997 року на острові австралійською компанією Atlas Pacific здійснювалося вирощування перлин.

## Фауна

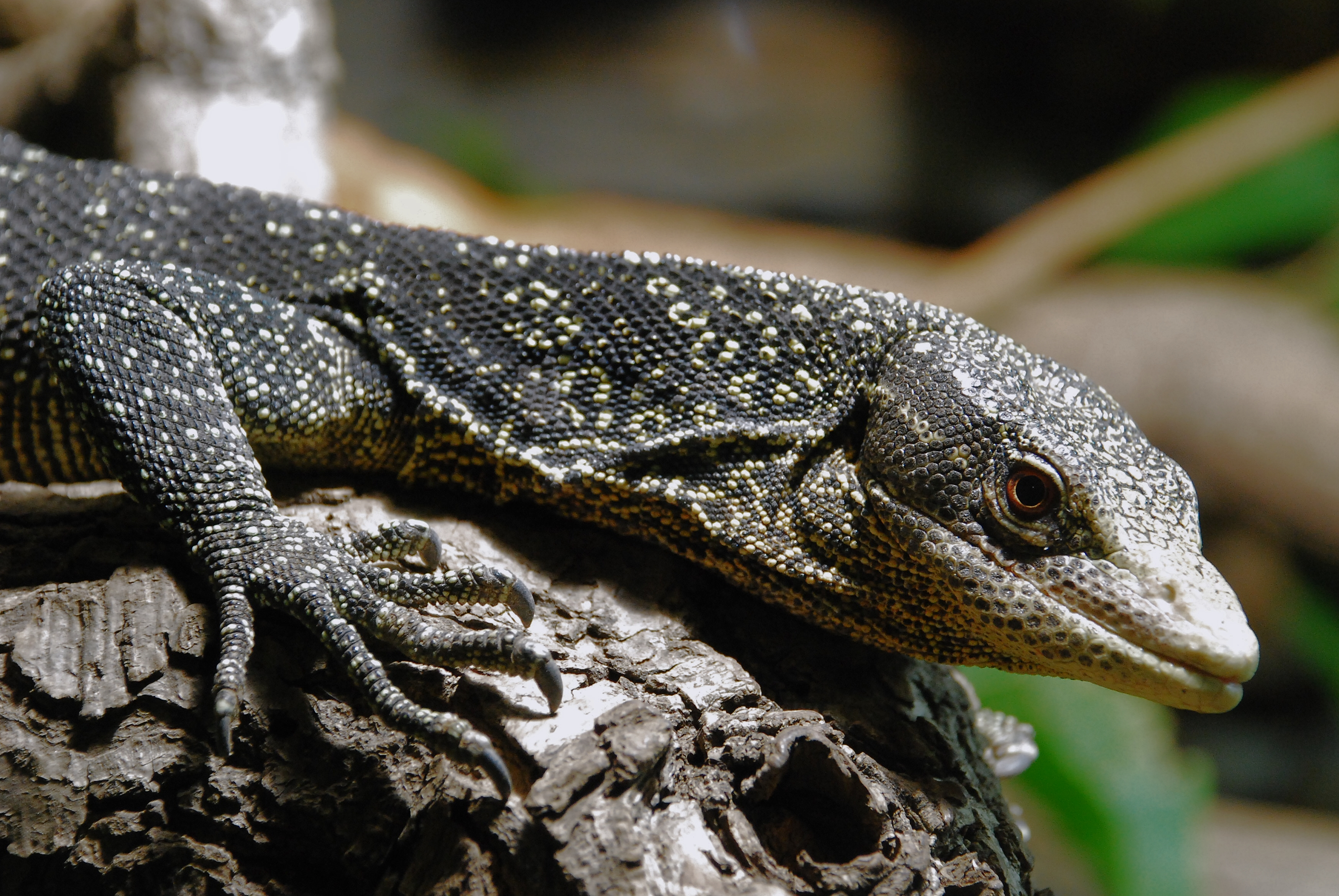
Varanus boehmei — один з видів, що населяє острів

На острові поширені такі види тварин: aepypodius bruijnii, spilocuscus papuensis, melanotaenia catherinae, varanus boehmei тощо.